# سام هاوسر
سام هاوسر (بالإنجليزية: Sam Houser)‏ هو منتج ألعاب فيديو ومطور بريطاني. هو المؤسس المشارك (مع شقيقه دان هاوسر) ورئيس روكستار جيمز وأحد القوى الإبداعية الدافعة وراء سلسلة جراند ثفت أوتو، كونه المخرج والمنتج منذ الجزء الثالث. هو كان المسؤول عن إدخال GTA إلى عصر ثلاثي الأبعاد بعد أن كانت ثنائية، عن طريق إنشاء شخصيات ومدن ثلاثية الأبعاد بالكامل محولاً السلسلة إلى محتوى ربحي ضخم خلال الجيل السادس من ألعاب الفيديو.
سام أصبح مواطناً أمريكياً منذ عام 2007.

## روابط خارجية
- سام هاوسر على موقع IMDb (الإنجليزية)
- سام هاوسر على موقع ميوزك برينز (الإنجليزية)
- سام هاوسر على موقع ديسكوغز (الإنجليزية)